# Marc Basseng

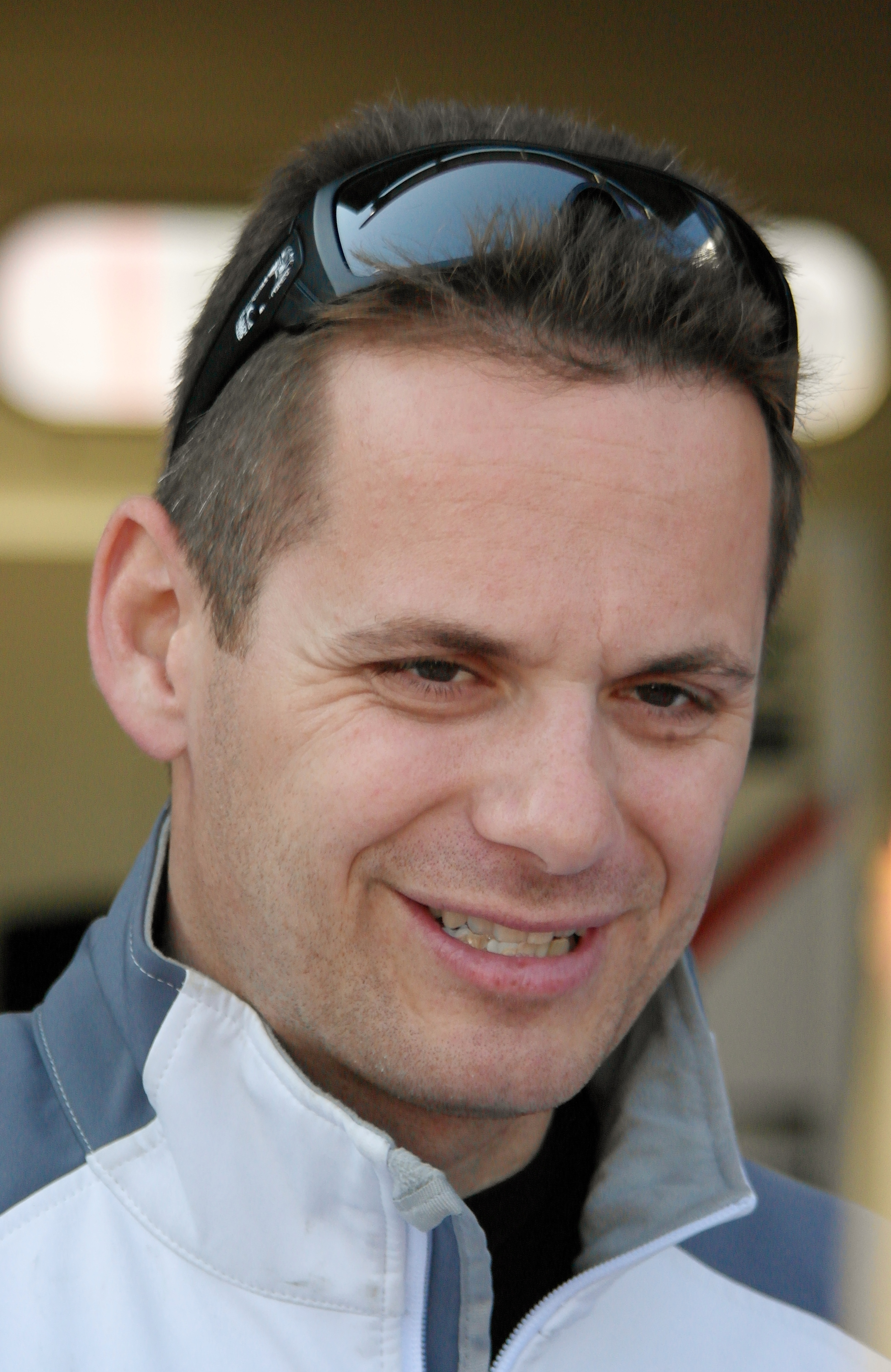
Marc Basseng (2014)

Marc Basseng (Engelskirchen, 12 december 1978) is een Duits autocoureur.

## Carrière
Basseng begon zijn autosportcarrière in het karting. In 1997 stapte hij over naar de Duitse Porsche Carrera Cup voor het team UPS Porsche Junior Team, waar hij in 1998 als derde in het kampioenschap eindigde. In 2001 en 2002 reed hij in de Renault Sport Clio Trophy. In 2003 won hij de Duitse Renault Clio Cup. Tussen 2004 en 2006 nam hij deel aan het VLN Endurance-kampioenschap. Nadat hij enkele jaren in verschillende kampioenschappen reed, ging hij in 2010 deelnemen aan het nieuwe FIA GT1-kampioenschap voor het team All-Inkl.com Münnich Motorsport, waar hij ook teammanager was. Na een 39e plaats in 2010 en een vijfde plaats in 2011, werd hij in 2012 met Markus Winkelhock kampioen met één punt voorsprong op het duo Stef Dusseldorp en Frédéric Makowiecki.
In 2013 stapte Basseng met Münnich Motorsport over naar het World Touring Car Championship. Omdat hij de regerend GT1-kampioen was, kon hij geen punten scoren in het independentskampioenschap. Hij begon het seizoen goed met als hoogtepunt een vierde plaats in het eerste raceweekend op het Autodromo Nazionale Monza, maar na het tweede raceweekend op het Stratencircuit Marrakesh wist hij nog slechts enkele keren punten te scoren. Met twee raceweekenden te gaan staat Basseng op de dertiende plaats in het kampioenschap met 45 punten.
Op 26 juli 2010 reed Basseng met een Pagani Zonda R het ronderecord op de Nordschleife in 6 minuten en 47,5 seconden.